# 番田駅 (福井県)
番田駅（ばんでんえき）は、福井県あわら市番田にある、えちぜん鉄道三国芦原線の駅である。駅番号はE39。

## 歴史
- 1928年（昭和3年）12月30日：三国芦原電鉄の福井口 - 芦原（現在のあわら湯のまち駅）間開業に伴い[3][4]、駅開設[1][2]。
- 1942年（昭和17年）8月1日：三国芦原電鉄が京福電気鉄道（京福）と合併[5]。同社の三国芦原線の駅となる[4]。
- 2001年（平成13年）6月24日：京福越前本線で列車正面衝突事故が発生（京福電気鉄道越前本線列車衝突事故）[6]。これに伴う全線運行休止により休業[7][8]。
- 2003年（平成15年）
  - 2月1日：京福がえちぜん鉄道に駅施設を譲渡[8]。同社の三国芦原線の駅となる[2]。
  - 8月10日：三国芦原線の西長田（現在の西長田ゆりの里駅） - 三国港間の運行再開に伴い、営業再開[2][8]。

## 駅構造

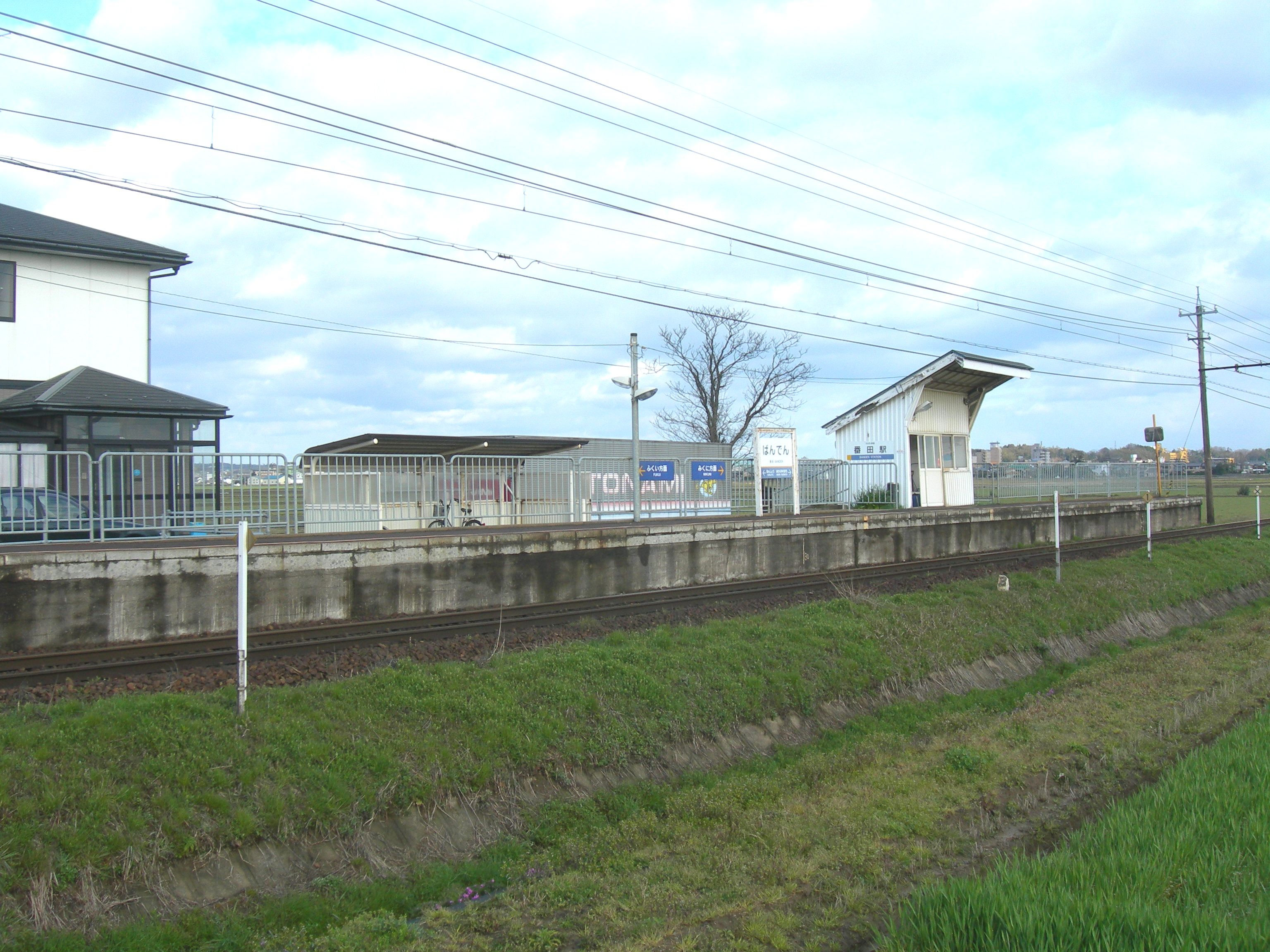
ホーム

単式ホーム1面1線を有する地上駅で無人駅である。ホームには待合所が設けられており、屋根がホームまで伸びている。出入口はホーム南側にある。
| 路線        | 方向 | 行先                                    |
| ----------- | ---- | --------------------------------------- |
| ■三国芦原線 | 上り | ふくい方面 (福井方面)                   |
| ■三国芦原線 | 下り | みくに方面 (あわら湯のまち・三国港方面) |

## 利用状況
1日の平均乗降人員は以下のとおりである。
| 乗降人員推移 | 乗降人員推移 |
| 年度         | 1日平均人数  |
| ------------ | ------------ |
| 2011年       | 31           |
| 2012年       | 32           |
| 2013年       | 30           |
| 2014年       | 27           |
| 2015年       | 29           |
| 2016年       | 30           |
| 2017年       | 26           |
| 2018年       | 31           |

## 駅周辺
駅周辺は田園地帯が広がる。当駅北側には芦原温泉の温泉街が見えるが、隣のあわら湯のまち駅が最寄り駅である。
- あわら市番田区民館

## 隣の駅
えちぜん鉄道
■三国芦原線
□快速（上りのみ）
通過
■普通
本荘駅 (E38) - 番田駅 (E39) - あわら湯のまち駅 (E40)